# Jens Tandberg
Jens Frølich Tandberg, född den 13 maj 1852 i Haus, död den 21 mars 1922, var en norsk biskop, son till Jørgen Johan Tandberg.
Tandberg blev teologie kandidat 1875 och innehade sedan 1876 flera olika kyrkliga poster (bland annat som kyrkoherde i Petri församling i Kristiania 1903–11) och blev biskop i Kristiania stift 1913.
Tandberg var bland annat ordförande i den kommitté, som utarbetade musiken till norska kyrkans liturgi.
Tandberg var en framstående representant för den kultiverat milt konservativa kyrkliga åskådningen och betraktades som en förträfflig andlig talare. Bland hans skrifter kan nämnas Biskop Heuchs liv og virke (1905).